# Ponte Zeeland
Il ponte Zeeland (in olandese: Zeelandbrug) è il ponte più lungo dei Paesi Bassi.

## Descrizione

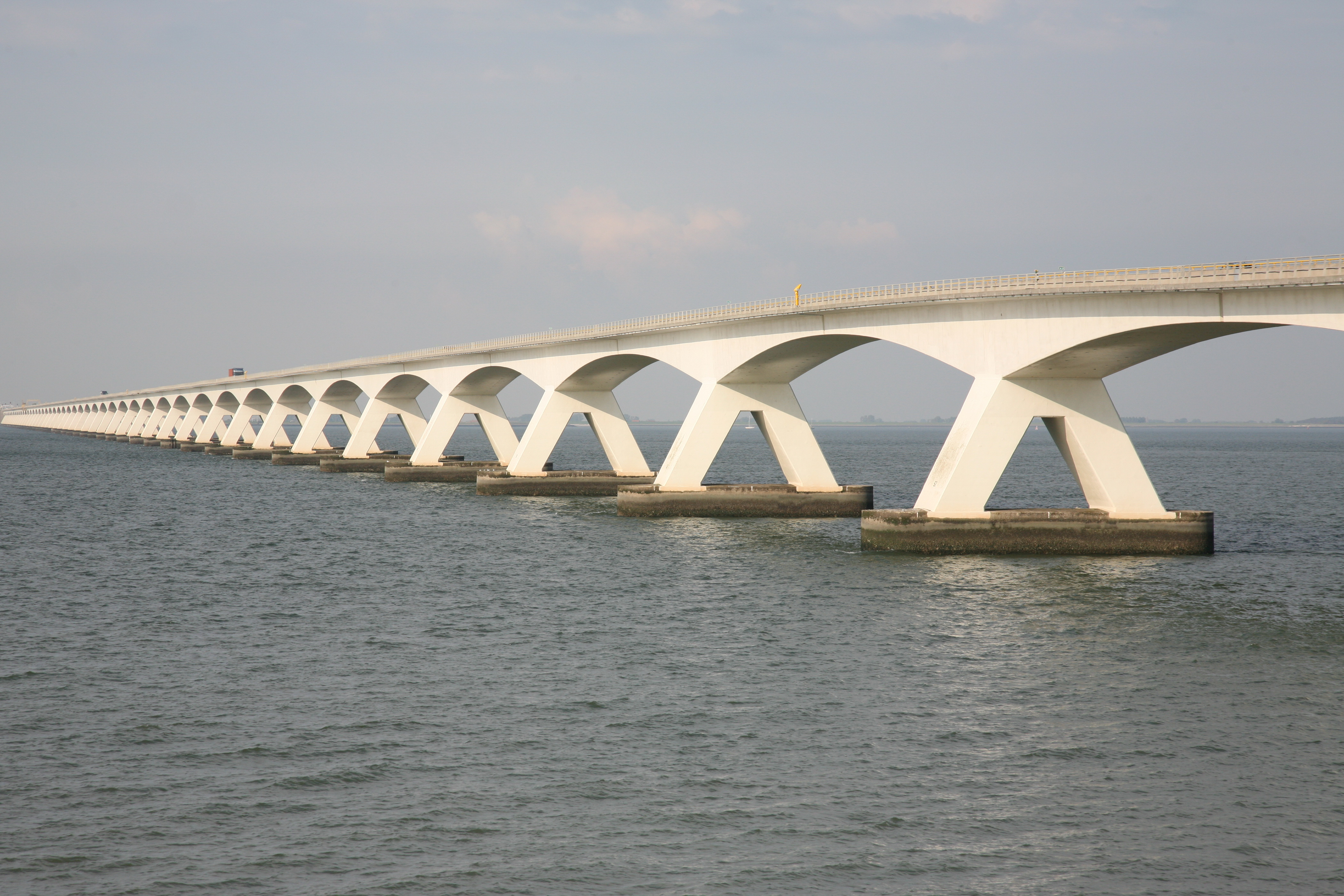

Il ponte, che attraversa l'estuario del Oosterschelde, collega le isole di Schouwen-Duiveland e Noord-Beveland nella provincia di Zeeland.
Il ponte Zeeland fu costruito tra il 1963 e il 1965. Al momento del suo completamento, era il ponte più lungo d'Europa. Ha una lunghezza totale di 5 022 metri ed è composto da 48 campate di 95 metri, 2 campate di 72,5 metri e un ponte mobile dalla larghezza di 40 metri.
La provincia di Zelanda prese in prestito i soldi per la costruzione del ponte. Il prestito è stato rimborsato riscuotendo i pedaggi per i primi 24 anni.